# Санта Ђулијана ди Сопра (Виченца)
Санта Ђулијана ди Сопра је насеље у Италији у округу Виченца, региону Венето.
Према процени из 2011. у насељу је живело 27 становника. Насеље се налази на надморској висини од 705 м.